# Alfredo Ottaviani
Alfredo Ottaviani (29 de outubro de 1890 – 3 de agosto de 1979) foi um cardeal italiano da Igreja Católica. O Papa Pio XII nomeou-o cardeal em 1953. Ele serviu como secretário do Santo Ofício na Cúria Romana de 1959 a 1966 quando esse dicastério foi reorganizado como a Congregação para a Doutrina da Fé, da qual foi pró-prefeito até 1968.
Ottaviani foi uma figura proeminente na Igreja durante seu tempo e foi a principal voz conservadora no Concílio Vaticano II.

## Início da vida
Ottaviani nasceu em Roma; seu pai era um padeiro. Estudou com os Irmãos das Escolas Cristãs em Trastevere, no Pontifício Seminário Romano e no Pontifício Ateneu Romano S. Apolinário, de onde recebeu seus doutorados em filosofia, teologia e direito canônico. Ele foi ordenado ao sacerdócio em 18 de março de 1916.[carece de fontes?]

## Santo Ofício / Congregação da Doutrina da Fé
Em 12 de janeiro de 1953, foi nomeado pró-secretário do Santo Ofício e criado cardeal-diácono de Santa Maria in Domnica pelo Papa Pio XII. Participou como cardeal-eleitor no conclave de 1958, que elegeu o papa João XXIII.[carece de fontes?]
Em 7 de novembro de 1959, foi nomeado guardião doutrinário do Vaticano como Secretário do Santo Ofício. Ottaviani foi nomeado Arcebispo Titular de Véria em 5 de abril de 1962, recebendo sua consagração episcopal em 19 de abril do próprio Papa João XXIII, com os cardeais Giuseppe Pizzardo e Benedetto Aloisi Masella servindo como co-consagradores. Seu lema episcopal, Sempre idem ("Sempre o mesmo"), refletia sua teologia conservadora. Renunciou à sua sé titular em 1963.[carece de fontes?]

### Concílio Vaticano II
Ottaviani foi o líder dos conservadores da Cúria durante o Concílio Vaticano II (1962-1965), apesar de estar quase cego durante todo o curso do concílio e depois. No concílio, Ottaviani trabalhou com, entre outros, o arcebispo Marcel Lefebvre. Durante a última sessão preparatória do concílio, Ottaviani se envolveu em um acalorado debate com o cardeal Agostinho Bea sobre o tema da liberdade religiosa. Ottaviani, enquanto se opunha à separação entre Igreja e Estado e concedendo direitos iguais a todas as religiões, apoiou a tolerância religiosa — suprimir manifestações públicas de religiões não católicas, quando possível. O confronto deles se tornou tão intenso que o cardeal Ernesto Ruffini teve que intervir, notando seu desapontamento com uma "discussão tão séria". Ottaviani também argumentou durante os debates sobre a liturgia e sobre as fontes da Revelação Divina, que são entendidas como Escritura e Tradição na teologia católica.
Durante o concílio, a mídia noticiosa costumava ir a Ottaviani por reações coloridas a tempestuosas sessões de trabalho. Em um discurso no concílio, reagindo a repetidas menções à "colegialidade" dos bispos, Ottaviani assinalou que a Bíblia registra apenas um exemplo dos apóstolos agindo colegialmente — no Jardim de Getsêmani, quando "todos fugiram".
Ottaviani se opôs em seus movimentos por um rápido concílio do cardeal alemão Josef Frings de Colônia. Frings muitas vezes entrou em confronto com Ottaviani em qual direção o concílio deveria tomar. Nisso, ele foi assistido por "um [então] incendiário progressista" que estava "insatisfeito com muitas das respostas oferecidas pelas autoridades oficiais da Igreja", um jovem conselheiro teológico chamado Joseph Ratzinger, que mais tarde se tornaria prefeito da Congregação para a Doutrina da Fé e depois no Papa Bento XVI. Frings ouvira uma palestra do jovem Ratzinger sobre questões que o próximo concílio poderia abordar. Pareceu a Frings que Ratzinger havia estabelecido uma agenda completa para o concílio que era exatamente o que Frings tinha em mente. Frings fez Ratzinger preparar o texto de uma palestra que Frings deveria dar em Roma. Após a palestra, que o Papa João XXIII elogiou calorosamente, Frings disse ao Papa que ele não merecia crédito pelo discurso, como foi escrito por um de seus padres. O Papa João admitiu que ele também delegou muito do seu trabalho. O principal era selecionar a pessoa certa para o trabalho. Após essa conversa, Ratzinger tornou-se o principal assistente de Frings durante todo o concílio e depois disso nunca saiu do serviço de Frings.
A acrimônia sentida por membros liberais do concílio contra Ottaviani se espalhou pelas notícias internacionais em um incidente dramático em 8 de novembro de 1963, que o observador protestante Robert MacAfee Brown descreveu como tendo "explodido o domo de São Pedro": em uma sessão de trabalho do concílio, Frings declarou o dicastério de Ottaviani uma "fonte de escândalo" para todo o mundo.
Com o continuado interesse mundial no Vaticano II, outro assunto interno relativo aos procedimentos do concílio relativo a Ottaviani encontrou seu caminho nas notícias internacionais. Durante a sessão de 30 de outubro de 1962 sobre as mudanças na missa, ele foi além do limite de 10 minutos imposto a todos os oradores. Após a passagem de Ottaviani pelo cardeal Eugène Tisserant, o decano dos presidentes do concílio mostrou seu relógio ao presidente do concílio para o dia em que o cardeal Bernard Alfrink de Utrecht (que a Associated Press descreveu como "um dos membros mais sinceros... que querem ver mudanças de longo alcance dentro da igreja."). Ottaviani, absorto em seu tópico, condenou as mudanças propostas, dizendo: "Estamos procurando despertar admiração, ou talvez escândalo, entre o povo cristão, introduzindo mudanças em um rito tão venerável, que foi aprovado por tantos séculos e é agora tão familiar? O rito da Santa Missa não deve ser tratado como se fosse um pedaço de pano a ser remodelado de acordo com o capricho de cada geração." Quando ele chegou a quinze minutos, Alfrink tocou uma campainha de aviso. Quando Ottaviani continuou falando, Alfrink sinalizou para um técnico que desligou o microfone. Depois de tocar no microfone para determinar se estava desligado, Ottaviani, meio cego, cambaleou de volta para sua cadeira em humilhação, enquanto "houve aplausos dispersos no salão do concílio" por membros dos padres do concílio que sustentavam que ele havia demorado demais.
Escandalizado pela reação de seus colegas padres do concílio, Ottaviani boicotou as próximas seis sessões de trabalho do concílio. Quando o cardeal Ernesto Ruffini, de Palermo, presidiu a sessão de 11 de novembro, ele anunciou que "Ottaviani havia se entristecido com o incidente de 30 de outubro" e pediu aos padres do concílio que se abstivessem de aprovar ou desaprovar com aplausos. A Associated Press observou que "Ironicamente, o incidente... [foi] favoravelmente comentado pelos observadores não-católicos presentes no concílio, que foram atingidos pelo processo democrático e pela liberdade de expressão no concílio." Como era presidente da Comissão Teológica responsável por alterar o esquema de fontes religiosas, Ottaviani retornou à sessão de trabalho para defender a posição daqueles que a Associated Press chamou de "tradicionalistas estáticos".

### Conclave papal de 1963
Ottaviani foi um dos cardeais eleitores que participaram do conclave papal de 1963, que selecionou Giovanni Battista Montini como o Papa Paulo VI. Ele também foi o Protodeacon (Cardeal-Diácono) durante o conclave e, como tal, anunciou a eleição de Montini e o coroou em 30 de junho com o triregnum.[carece de fontes?]

### Trabalho e aposentadoria da Cúria Romana
Após a mudança do nome do Santo Ofício para a Congregação para a Doutrina da Fé em 1965, Ottaviani foi nomeado pró-prefeito da congregação; o papa manteve o título de "Prefeito" até 1968. Ele foi elevado ao posto de cardeal-presbítero (com o mesmo título) em 26 de junho de 1967. Como pró-prefeito, Ottaviani se descreveu como um "policial" que protegia a doutrina tradicional.
Em 8 de janeiro de 1968, Ottaviani demitiu-se da administração central da igreja. O Papa Paulo VI aceitou a renúncia e nomeou o cardeal Franjo Šeper, da Iugoslávia, para ocupar seu lugar como pró-prefeito da Congregação para a Doutrina da Fé. O evento foi visto como "um grande ponto de virada" pela Associated Press, notando que ele estava sendo substituído "por um prelado de um país comunista que uma vez preso um cardeal católico... De forma dramática significou a mudança do meio bilhão -Membro da igreja longe do conservadorismo rígido em direção a novas experiências no modernismo e mudando as relações com os países comunistas ".
Em 1970, quando Paulo VI restringiu a votação em conclaves papais a cardeais com menos de 80 anos, Ottaviani, já com 80 anos, disse que a ação do papa era "um ato desrespeitado pela tradição secular" e que ele estava "jogando ao mar grande parte de seus conselheiros especialistas e talentosos ".
Ottaviani morreu em 3 de agosto de 1979.

## Impactos e influências
O presunto Terceiro Segredo de Fátima
O Cardeal Ottaviani escreveu um presunto documento diplomático do Terceiro Segredo de Fátima no ano 1963. A Revista "Neues Europa" pediu a autorização ao Cardeal Ottaviani para sua publicação. Em 1963, a revista alemã "Neues Europa" revelou o que poderia fazer parte do conteúdo do "Terceiro Segredo": "Cardeais contra Cardeais e Bispos contra Bispos". Sabemos o que disse o Cardeal Ottaviani, que também leu o "Terceiro Segredo", quando perguntado se o artigo "Neues Europa" deveria ser republicado, ele respondeu com ênfase pesada: "Coloque 10.000, 20.000, 30.000 cópias!"; a afirmação é ainda mais surpreendente precisamente porque vem do Cardeal Ottaviani, um homem de personalidade fria e circunspecta que sempre foi bastante cético em relação à maioria das aparições»
Marco Tosatti escreve: "Padre Mastrocola, diretor de uma folha religiosa "Santa Rita", pediu ao Cardeal Ottaviani permissão para retomar a antecipação feita por "Neues Europa". A resposta foi encorajadora: "Bem, faça, faça" - respondeu o cardeal guardião do "Terceiro Segredo" - publiquem quantos exemplares quiserem, porque Nossa Senhora quis que fosse conhecido já em 1960". E a Rádio Vaticano também falou desse texto em 1977, no décimo aniversário da viagem de Paulo VI a Fátima. O texto de "Neues Europa" fez muito sucesso, sendo inclusive retomado, em 15 de outubro de 1978, por L'P. Paul Kramer, "La battaglia finale del Diavolo", The Missionary Association, Buffalo, Nova York - EUA, p. 213, nota 18).
"O Presunto Segredo de Fátima", publicado pela "Neues Europa", está escrito: «A autenticidade de tal documento nunca foi negada pelo Vaticano».
Dom Luigi Villa conhecia o "segredo" deste texto diplomático do "Terceiro Segredo": ele, embora "falso", continha todas as frases do "Terceiro Segredo" escritas por Lúcia. Dom Villa conhecia todas essas frases que, um dia, ele indicou, uma a uma, as frases do verdadeiro Terceiro Segredo de Fátima nas páginas desta versão diplomática, escrita pelo Cardeal Ottaviani.
O Padre Luigi Villa, foi agente segreto do Santíssimo Padre Pio XII e apresentamos só as frases que o Dom Luigi Villa indicou como verdadeiras.
O TERCEIRO SEGREDO DE FÁTIMA
Um grande castigo cairá sobre toda a raça humana, não hoje, nem amanhã, mas na segunda metade do século XX.
Em nenhum lugar do mundo haverá ordem e Satanás reinará nas posições mais altas, determinando o curso dos acontecimentos. Ele conseguirá apresentar-se efetivamente ao topo da Igreja. Também para a Igreja chegará o tempo de suas maiores provações. Cardeais se oporão a Cardeais, Bispos contra Bispos. Satanás marchará em suas fileiras, e haverá mudanças em Roma. O que está podre cairá e o que cair não se levantará novamente. A Igreja será obscurecida e o mundo subvertido pelo terror.
Uma grande guerra vai estourar na segunda metade do século 20. Fogo e fumaça cairão do céu, as águas dos oceanos se transformarão em vapor, e a espuma subirá, perturbando e submergindo tudo. Milhões e milhões de homens perecerão de hora em hora; os sobreviventes invejarão os mortos.
Haverá morte em toda parte por causa dos erros cometidos pelos tolos e pelos partidários de Satanás que então, e somente então, governarão o mundo. Finalmente, aqueles que sobreviverem a todos os eventos, aqueles que ainda estiverem vivos, proclamarão novamente Deus e Sua Glória, e O servirão como em uma época em que o mundo não era tão pervertido.
(Este presunto Terceiro Segredo de Fátima é muito diferente do publicado pelo Vaticano no ano 2000.) 

### Karl Rahner
No início de 1962, Ottaviani notificou os superiores jesuítas do teólogo Karl Rahner de que Rahner havia sido colocado sob a pré-censura romana. Isso significava que o prolífico professor de teologia não podia mais publicar ou dar palestras sem permissão. Poucos meses depois, em novembro de 1962, o papa João XXIII indicou Rahner para ser perito (um conselheiro especialista) no Concílio Vaticano II. Desde que Rahner acompanhou o cardeal arcebispo de Viena, Franz König, como consultor teológico, Ottaviani não expulsou Rahner do concílio, apesar do silenciamento anterior.

### "Intervenção de Ottaviani"
Em 25 de setembro de 1969, Ottaviani e o cardeal Antonio Bacci escreveram uma carta a Paulo VI em apoio a um estudo de um grupo de teólogos que sob a direção do Arcebispo Marcel Lefebvre criticou a Nova Ordem da Missa (em latim, Novus Ordo Missae), e a nova Instrução Geral (em latim, Institutio Generalis), duas seções (em forma não definitiva) da revisão do Missal Romano que foi promulgada em 3 de abril daquele ano, mas que na verdade só apareceu na íntegra em 1970. Esta carta se tornou amplamente conhecido como "Intervenção Ottaviani" e é frequentemente apelado por católicos tradicionalistas como apoio à sua oposição à revisão da Missa do Rito Romano.

### Procedimento eclesiástico em casos de solicitação
Em 1962, como chefe, sob o papa, do Santo Ofício, Ottaviani assinou seu documento conhecido por sua incipit Crimen sollicitationis, que tinha como subtítulo a maneira de proceder nos casos do crime de solicitação. Ele estabeleceu regras detalhadas sobre o procedimento para os tribunais eclesiásticos seguirem se um padre fosse acusado de fazer avanços sexuais ligados de alguma forma com o sacramento da Confissão. Juízes e outros funcionários do tribunal ("todos e todos pertencentes ao tribunal de qualquer maneira") estariam sujeitos a excomunhão automática se revelassem alguma coisa sobre a conduta do julgamento, mesmo após o veredicto ter sido declarado e posto em prática. Esta penalidade não se aplica a acusadores e outras testemunhas; pelo contrário, qualquer pessoa com conhecimento do crime que não o denunciasse dentro de um mês estava sujeita à excomunhão automática e só poderia ser absolvida após denunciar o padre ou pelo menos prometer seriamente fazê-lo. A violação do sigilo pelo acusado também foi punida não pela excomunhão, mas por suspensão.
Em 2003, 24 anos após a morte de Ottaviani, a mídia apresentou este documento como uma tentativa de "esconder o abuso sexual". Alguns relataram que até os acusadores foram submetidos à excomunhão se denunciarem suas acusações, e que o documento foi armazenado nos Arquivos Secretos do Vaticano, onde foi descoberto por um advogado que investigava casos em nome de vítimas de abuso por padres católicos. Na verdade, o documento de 69 páginas foi enviado para "todos os patriarcas, arcebispos, bispos e outros Ordinários locais, incluindo os do rito oriental" e deveria ser encontrado, mesmo se depois de quarenta anos fosse geralmente esquecido, entre os documentos nos escritórios de seus sucessores. Embora os relatos da mídia também sugerissem que o veredicto eclesiástico nunca seria divulgado, o próprio documento falou do veredicto sendo "declarado" e "posto em vigor", e as punições estabelecidas na lei canônica foram: "Ele deve ser suspenso de celebrar a missa e ouvir confissões sacramentais e, se a gravidade do crime o exigir, ele é ser declarado impróprio para ouvi-los; ele deve ser privado de todos os benefícios e postos, do direito de votar ou ser votado, e deve ser declarado impróprio para todos eles, e em casos mais sérios ele deve ser reduzido ao estado leigo." Essas punições eram de caráter público e não sujeitas a sigilo.

### Livros proibidos
Como Secretário do Santo Ofício, Ottaviani foi responsável pela proibição de vários livros, que teriam sido incluídos em qualquer nova edição do Index Librorum Prohibitorum (Índice de Livros Proibidos). O Index, cuja última edição foi publicada em 1948, foi abolido pelo papa Paulo VI em 1966.[carece de fontes?]

### Faustina Kowalska
Em 6 de março de 1959, o Santo Ofício emitiu uma notificação que proibia a circulação de "imagens e escritos que promovam a devoção à Divina Misericórdia nas formas propostas pela Irmã Faustina" (ênfase no original). Faustina Kowalska era uma freira polonesa que em seu diário contou conversas com Jesus Cristo. O julgamento negativo do Santo Ofício foi baseado em razões que incluíram o uso de uma tradução francesa falsa ou italiana do diário. No entanto, foi com a aprovação de Ottaviani que o arcebispo Karol Wojtyła de Cracóvia começou em 1965 o processo informativo sobre a vida e as virtudes de Faustina, e a proibição de seu trabalho foi revertida pelo Papa Paulo VI em 1978.

### Maria Valtorta
Ottaviani foi crítico dos escritos da mística italiana Maria Valtorta, que relatou visões de Jesus e Maria.
Quando a versão digitada das 15.000 páginas manuscritas dos cadernos de Valtorta foi preparado por Romualdo Migliorini e Corrado Berti (ambos sacerdotes servitas), que procurou a orientação do Vaticano para o conselho processual em apresentar as revelações de renome para a hierarquia eclesiástica adequada, como o bispo local (Fontevecchia) a visão estava desaparecendo. No Vaticano encontraram o monsenhor Alphonso Carinci e o cardeal Augustin Bea, confessor do papa Pio XII, que aconselhou a apresentação do manuscrito datilografado diretamente ao papa Pio XII, através de um intermediário recomendado, realizado em 1947. Dez meses depois, Carinci e Bea facilitou um encontro entre os sacerdotes Servos e o Papa Pio XII e foi registrado em L'Osservatore Romano.
Durante a audiência papal, o Papa Pio XII teria dito: "Publique este trabalho como ele está. Não há necessidade de dar uma opinião sobre sua origem, seja ela extraordinária ou não. Quem lê-lo, entenderá." Berti assinou uma declaração para este efeito, afirmando que ele tinha uma aprovação verbal papal. No entanto, uma vez que ele se aproximou da imprensa do Vaticano, ele foi convocado para o Santo Ofício, foi seriamente repreendido, e o Santo Ofício tentou confiscar as cópias originais dos escritos de Valtorta. Os cadernos de Valtorta foram publicados em 1950 por Michele Pisani como O Poema do Homem-Deus (Il Poema dell'Uomo-Dio, em italiano).
Ottaviani ordenou que Berti silenciasse. Augustin Bea, era consultor do Santo Ofício na época em que condenava o livro, assim como o teólogo dominicano Reginald Garrigou-Lagrange. Um ano após a morte de Pio XII, Ottaviani colocou o trabalho entre a lista de livros que apresentou ao recém-nomeado Papa João XXIII, que assinou o decreto proibindo todos os livros da lista.